# باول دافنبورت
باول دافنبورت هو اقتصادي كندي، ولد في 24 ديسمبر 1946 في سوميت في الولايات المتحدة.